# Gianluca Frabotta
Gianluca Frabotta (Roma, 24 giugno 1999) è un calciatore italiano, difensore del Cesena.

## Caratteristiche tecniche
Di piede mancino, è un terzino sinistro dalla spiccata propensione offensiva, all'occorrenza adattabile come esterno di centrocampo, centrale sinistro (in una difesa a tre) o anche sulla fascia destra.
Nel 2021 è stato indicato dalla UEFA come uno dei 50 giovani più promettenti dell'anno.

## Carriera

### Club

#### Gli inizi, Renate e Pordenone
Muove i suoi primi passi in società minori romane, dapprima nel Consalvo del quartiere Tuscolano e poi nel Savio del quartiere Prenestino-Labicano. All'età di 15 anni viene notato dagli osservatori del Bologna, che lo aggregano alla squadra Under-17 rossoblù. Le sue buone prestazioni convincono i felsinei a promuoverlo nella squadra Primavera, con la quale continua il suo percorso di crescita fino a ricevere la prima convocazione in prima squadra nella stagione 2016-2017, grazie all'allenatore Roberto Donadoni, per la gara di Coppa Italia contro l'Inter.
Nell'annata 2018-2019 gioca in prestito in Serie C, prima al Renate e da gennaio al Pordenone. Con la squadra friulana colleziona 7 presenze in 6 mesi, raggiungendo una storica promozione nel campionato di Serie B e vincendo a fine stagione anche la Supercoppa di categoria.

#### Juventus
Nell'estate 2019, nell'ambito dell'operazione che porta Orsolini a Bologna, passa alla Juventus. Viene inserito nella rosa della Juventus U23, la seconda squadra bianconera allenata da Fabio Pecchia e militante in Serie C, con la quale raggiunge i quarti di finale dei play-off e vince la Coppa Italia di categoria, battendo in finale la Ternana. Frattanto, spesso convocato nella prima squadra di Maurizio Sarri, il 1º agosto 2020 esordisce in Serie A all'ultima giornata di campionato, in occasione dell'ininfluente sconfitta interna per 1-3 contro la Roma: tale presenza gli permette di fregiarsi da comprimario della vittoria dello scudetto.
L'estate seguente, con l'avvicendamento di Andrea Pirlo sulla panchina bianconera e stante l'assenza per infortunio del titolare Alex Sandro, nel corso del precampionato viene aggregato alla prima squadra; il 20 settembre 2020 viene schierato come titolare nella partita di esordio del campionato, vinta per 3-0 contro la Sampdoria. Promosso in pianta stabile nelle settimane seguenti, il 27 gennaio 2021 bagna l'esordio in Coppa Italia trovando la prima rete in maglia bianconera, nella vittoria per 4-0 sulla SPAL. Chiude la stagione partecipando da comprimario alle vittorie in Supercoppa italiana e Coppa Italia.

#### Verona, Lecce e Frosinone
Nel luglio 2021 viene ceduto in prestito con diritto di riscatto e controriscatto al Verona. La stagione in Veneto si rivela tuttavia molto sfortunata per Frabotta sul piano personale, fermato dapprima dalla pubalgia, poi da un problema al polpaccio (per il quale finisce anche sotto ai ferri) e infine agli abduttori: i tempi di recupero inizialmente stimati si dilatano oltremodo e il difensore perde di fatto tutta l'annata, riuscendo a tornare in campo solo nell'aprile 2022, a 355 giorni dall'ultima gara giocata.
Nel giugno 2022 la Juventus lo cede nuovamente in prestito, inizialmente al Lecce neopromosso in Serie A. Tuttavia, avendo trovato poco spazio già nel precampionato e non avendo messo a referto presenze ufficiali in maglia giallorossa, in settembre lascia i salentini e viene girato sempre in prestito al Frosinone, in Serie B. Coi ciociari, pur a fronte di un rendimento altalenante, a fine stagione vince il campionato e raggiunge la promozione in Serie A.

#### Bari, Cosenza, West Bromwich e Cesena
Il 27 agosto 2023 la Juventus lo cede ancora in prestito in serie cadetta, al Bari. Dopo aver totalizzato sette presenze con il Bari, l'11 gennaio 2024 viene girato in prestito al Cosenza, sempre in cadetteria. Il 27 dello stesso mese segna la sua prima rete in maglia rossoblù e contestualmente in Serie B, decidendo la trasferta contro il Südtirol (0-1).
Tornato a Torino a fine stagione, il 6 agosto 2024 viene ceduto a titolo definitivo dal West Bromwich. Al termine di una stagione in cui totalizza solo sporadiche presenze in Championship, nell'estate 2025 Frabotta risolve il contratto con il club inglese per fare ritorno nella Serie B italiana, accordandosi con il Cesena.

### Nazionale
Dopo avere giocato con le rappresentative Under-18, 19 e 20, viene convocato per la prima volta dal commissario tecnico Paolo Nicolato per la nazionale Under-21 nell'ottobre 2020, per poi esordire il 13 dello stesso mese nella partita di qualificazione al campionato europeo di categoria vinta per 2-0 contro l'Irlanda a Pisa.

## Statistiche

### Presenze e reti nei club
Statistiche aggiornate al 17 agosto 2025.
| Stagione        | Squadra         | Campionato      | Campionato | Campionato | Coppe nazionali | Coppe nazionali | Coppe nazionali | Coppe continentali | Coppe continentali | Coppe continentali | Altre coppe | Altre coppe | Altre coppe | Totale | Totale |
| Stagione        | Squadra         | Comp            | Pres       | Reti       | Comp            | Pres            | Reti            | Comp               | Pres               | Reti               | Comp        | Pres        | Reti        | Pres   | Reti   |
| --------------- | --------------- | --------------- | ---------- | ---------- | --------------- | --------------- | --------------- | ------------------ | ------------------ | ------------------ | ----------- | ----------- | ----------- | ------ | ------ |
| 2018-gen. 2019  | Renate          | C               | 12         | 0          | CI+CI-C         | 1+1             | 0               | -                  | -                  | -                  | -           | -           | -           | 14     | 0      |
| gen.-giu. 2019  | Pordenone       | C               | 5          | 0          | CI+CI-C         | -               | -               | -                  | -                  | -                  | SC-C        | 2           | 0           | 7      | 0      |
| 2019-2020       | Juventus U23    | C               | 18+2       | 0+1        | CI-C            | 6               | 0               | -                  | -                  | -                  | -           | -           | -           | 26     | 1      |
| 2019-2020       | Juventus        | A               | 1          | 0          | CI              | -               | -               | UCL                | -                  | -                  | SI          | -           | -           | 1      | 0      |
| 2020-2021       | Juventus        | A               | 15         | 0          | CI              | 1               | 1               | UCL                | 1                  | 0                  | SI          | 0           | 0           | 17     | 1      |
| Totale Juventus | Totale Juventus | Totale Juventus | 16         | 0          |                 | 1               | 1               |                    | 1                  | 0                  |             | 0           | 0           | 18     | 1      |
| 2021-2022       | Verona          | A               | 2          | 0          | CI              | 0               | 0               | -                  | -                  | -                  | -           | -           | -           | 2      | 0      |
| 2022-2023       | Frosinone       | B               | 22         | 0          | CI              | -               | -               | -                  | -                  | -                  | -           | -           | -           | 22     | 0      |
| 2023-gen. 2024  | Bari            | B               | 7          | 0          | CI              | -               | -               | -                  | -                  | -                  | -           | -           | -           | 7      | 0      |
| gen.-giu. 2024  | Cosenza         | B               | 15         | 3          | CI              | -               | -               | -                  | -                  | -                  | -           | -           | -           | 15     | 3      |
| 2024-2025       | West Bromwich   | FLC             | 6          | 0          | FACup+CdL       | 0+1             | 0               | -                  | -                  | -                  | -           | -           | -           | 7      | 0      |
| 2025-2026       | Cesena          | B               | -          | -          | CI              | 1               | 0               | -                  | -                  | -                  | -           | -           | -           | 1      | 0      |
| Totale carriera | Totale carriera | Totale carriera | 105        | 4          |                 | 11              | 1               |                    | 1                  | 0                  |             | 2           | 0           | 119    | 5      |

### Cronologia presenze e reti in nazionale
| Cronologia completa delle presenze e delle reti in nazionale ― Italia under 21 | Cronologia completa delle presenze e delle reti in nazionale ― Italia under 21 | Cronologia completa delle presenze e delle reti in nazionale ― Italia under 21 | Cronologia completa delle presenze e delle reti in nazionale ― Italia under 21 | Cronologia completa delle presenze e delle reti in nazionale ― Italia under 21 | Cronologia completa delle presenze e delle reti in nazionale ― Italia under 21 | Cronologia completa delle presenze e delle reti in nazionale ― Italia under 21 | Cronologia completa delle presenze e delle reti in nazionale ― Italia under 21 |
| Data                                                                           | Città                                                                          | In casa                                                                        | Risultato                                                                      | Ospiti                                                                         | Competizione                                                                   | Reti                                                                           | Note                                                                           |
| ------------------------------------------------------------------------------ | ------------------------------------------------------------------------------ | ------------------------------------------------------------------------------ | ------------------------------------------------------------------------------ | ------------------------------------------------------------------------------ | ------------------------------------------------------------------------------ | ------------------------------------------------------------------------------ | ------------------------------------------------------------------------------ |
| 13-10-2020                                                                     | Pisa                                                                           | Italia under 21                                                                | 2 – 0                                                                          | Irlanda under 21                                                               | Qual. Europeo Under-21 2021                                                    | -                                                                              |                                                                                |
| 15-11-2020                                                                     | Differdange                                                                    | Lussemburgo under 21                                                           | 0 – 4                                                                          | Italia under 21                                                                | Qual. Europeo Under-21 2021                                                    | -                                                                              | 46’                                                                            |
| 27-3-2021                                                                      | Maribor                                                                        | Spagna under 21                                                                | 0 – 0                                                                          | Italia under 21                                                                | Europeo Under-21 2021 - 1º turno                                               | -                                                                              | 24’                                                                            |
| 30-3-2021                                                                      | Maribor                                                                        | Italia under 21                                                                | 4 – 0                                                                          | Slovenia under 21                                                              | Europeo Under-21 2021 - 1º turno                                               | -                                                                              | 86’ 90+2’                                                                      |
| Totale                                                                         |                                                                                | Presenze                                                                       | 4                                                                              |                                                                                | Reti                                                                           | 0                                                                              |                                                                                |

| Cronologia completa delle presenze e delle reti in nazionale ― Italia under 20 | Cronologia completa delle presenze e delle reti in nazionale ― Italia under 20 | Cronologia completa delle presenze e delle reti in nazionale ― Italia under 20 | Cronologia completa delle presenze e delle reti in nazionale ― Italia under 20 | Cronologia completa delle presenze e delle reti in nazionale ― Italia under 20 | Cronologia completa delle presenze e delle reti in nazionale ― Italia under 20 | Cronologia completa delle presenze e delle reti in nazionale ― Italia under 20 | Cronologia completa delle presenze e delle reti in nazionale ― Italia under 20 |
| Data                                                                           | Città                                                                          | In casa                                                                        | Risultato                                                                      | Ospiti                                                                         | Competizione                                                                   | Reti                                                                           | Note                                                                           |
| ------------------------------------------------------------------------------ | ------------------------------------------------------------------------------ | ------------------------------------------------------------------------------ | ------------------------------------------------------------------------------ | ------------------------------------------------------------------------------ | ------------------------------------------------------------------------------ | ------------------------------------------------------------------------------ | ------------------------------------------------------------------------------ |
| 5-9-2019                                                                       | Caldiero                                                                       | Italia under 20                                                                | 2 – 0                                                                          | Polonia under 20                                                               | Elite League Under-20                                                          | -                                                                              |                                                                                |
| 9-9-2019                                                                       | Přeštice                                                                       | Rep. Ceca under 20                                                             | 0 – 2                                                                          | Italia under 20                                                                | Elite League Under-20                                                          | -                                                                              |                                                                                |
| 10-10-2019                                                                     | Parma                                                                          | Italia under 20                                                                | 2 – 2                                                                          | Inghilterra under 20                                                           | Elite League Under-20                                                          | 1                                                                              | 38’                                                                            |
| 15-10-2019                                                                     | Guarda                                                                         | Portogallo under 20                                                            | 3 – 4                                                                          | Italia under 20                                                                | Elite League Under-20                                                          | -                                                                              | 62’                                                                            |
| 18-11-2019                                                                     | Biella                                                                         | Italia under 20                                                                | 4 – 2                                                                          | Svizzera under 20                                                              | Elite League Under-20                                                          | 1                                                                              | 18’                                                                            |
| Totale                                                                         |                                                                                | Presenze                                                                       | 5                                                                              |                                                                                | Reti                                                                           | 2                                                                              |                                                                                |

| Cronologia completa delle presenze e delle reti in nazionale ― Italia under 19 | Cronologia completa delle presenze e delle reti in nazionale ― Italia under 19 | Cronologia completa delle presenze e delle reti in nazionale ― Italia under 19 | Cronologia completa delle presenze e delle reti in nazionale ― Italia under 19 | Cronologia completa delle presenze e delle reti in nazionale ― Italia under 19 | Cronologia completa delle presenze e delle reti in nazionale ― Italia under 19 | Cronologia completa delle presenze e delle reti in nazionale ― Italia under 19 | Cronologia completa delle presenze e delle reti in nazionale ― Italia under 19 |
| Data                                                                           | Città                                                                          | In casa                                                                        | Risultato                                                                      | Ospiti                                                                         | Competizione                                                                   | Reti                                                                           | Note                                                                           |
| ------------------------------------------------------------------------------ | ------------------------------------------------------------------------------ | ------------------------------------------------------------------------------ | ------------------------------------------------------------------------------ | ------------------------------------------------------------------------------ | ------------------------------------------------------------------------------ | ------------------------------------------------------------------------------ | ------------------------------------------------------------------------------ |
| 9-8-2017                                                                       | Zara                                                                           | Croazia under 19                                                               | 0 – 2                                                                          | Italia under 19                                                                | Amichevole                                                                     | -                                                                              | 67’                                                                            |
| 1-9-2017                                                                       | Noceto                                                                         | Italia under 19                                                                | 1 – 1                                                                          | Turchia under 19                                                               | Amichevole                                                                     | -                                                                              | 75’                                                                            |
| 5-9-2017                                                                       | Reggio Emilia                                                                  | Italia under 19                                                                | 2 – 1                                                                          | Russia under 19                                                                | Amichevole                                                                     | -                                                                              | 46’                                                                            |
| Totale                                                                         |                                                                                | Presenze                                                                       | 3                                                                              |                                                                                | Reti                                                                           | 0                                                                              |                                                                                |

## Palmarès

### Club

#### Competizioni interregionali
- Serie C: 1

Pordenone: 2018-2019 (girone B)

#### Competizioni nazionali
- Supercoppa di Serie C: 1

Pordenone: 2019
- Coppa Italia Serie C: 1

Juventus U23: 2019-2020
- Campionato italiano: 1

Juventus: 2019-2020
- Supercoppa italiana: 1

Juventus: 2020
- Coppa Italia: 1

Juventus: 2020-2021
- Campionato italiano di Serie B: 1

Frosinone: 2022-2023